# 마하연 제석천룡도
마하연 제석천룡도(摩訶衍 帝釋天龍圖)는 서울특별시 강동구에 있는 조선시대의 불화이다. 2007년 1월 26일 서울특별시의 유형문화재 제399호로 지정되었다.

## 지정사유
마하연 제석천룡도의 색채는 적·녹색 위주로 황색계열 구름과 연 하늘을 채색하여 19세기 전반 경의 특징을 잘 보여주는 불화이다. 상부에는 제석천과 위태천, 좌우 천신이 묘사되었고, 하부에는 용왕신 등 천룡팔부신중 4위가 배치되어 있다. 부분적인 안료박락과 화면의 갈라짐을 제외하고는 거의 완전하게 유지되어 있고, 봉안사찰은 불분명하지만 조성연대가 1855년으로 분명하여 자료적 가치를 지니고 있으므로 서울시 유형문화재로 지정하고자 한다.

## 조사보고서
이 불화는 화면 상부에 제석천과 위태천, 하부에는 용왕신 등 천룡팔부신중 4위를 그린
〈제석천룡도〉로서, 1855년에 조성되었다.
화면 상단 우측(向左)에 자리한 제석천은 원형의 녹색 머리광배를 갖춘 채 두 손으로 白蓮 가지를 들고 있으며, 직사각형적인 얼굴은 턱이 각지지 않고 둥글고 이목구비의 표현이 단정하여 원만상이다. 제석천 좌우로는 天神 2위가 그려져 있는데, 얼굴은 정면을 향하고 있으면서 몸을 제석천 쪽으로 하고 두 손은 합장하였다. 제석천과 좌우 천신 모두 연 하늘색 겉옷에 소매자락에는 치전장식이 보이며, 얼굴은 서로 유사하게 나타내었다.
제석천 좌측(向右)으로는 깃털 달린 투구를 쓰고 갑옷을 입고 무장한 모습의 위태천상이 그려져 있는데, 위태천의 대표적 지물인 금강저나 삼지창이 보이지 않는다. 녹색의 원형 머리광배를 구비하였으며, 얼굴은 정면을 향하고 있으나 몸은 두 손을 합장한 채 제석천 쪽을 향하고 있다.
구름으로 화면을 구분해 놓은 하단에는 천룡팔부신중 4위가 배치되었는데, 정면을 향하여 하복부 쪽에서 두 손을 맞잡고 있는 용왕신을 제외한 3위 모두 검을 들고 있다. 용왕신 좌측의 신중상은 중앙 쪽으로 몸을 틀어 왼 손으로 검을 잡고 있는데 검 끝이 위로 향하고 있으며, 오른쪽 2위의 신중상 역시 검을 들고 있다. 바깥쪽 신중상은 입을 벌리고 뒤를 돌아보는 자세로 오른 손으로는 칼 손잡이를 잡고, 왼 손으로는 칼날을 수평으로 받들고 있다. 안쪽 상의 경우는 입을 굳게 다문 얼굴에 오른 손으로 큼직한 칼을 잡았으며, 왼 손으로는 수염 끝부분을 잡고 있어 위엄적인 모습이다.
색채는 적․녹색 위주로 황색계열 구름과 연 하늘색을 채색하여 전반적으로 밝은 느낌이다.
화면 하단에는 화기가 남아 있는데 조성시기를 시작으로 證明, 金魚, 會主, 都監, 誦呪, 別座, 供養, 化主에 이르기까지 소임을 밝혀 놓은 화기란과, 시주자 명단을 적어 놓은 하단부 화기 두 분으로 나누어 기록하였다. 화기 가운데󰡐咸豐六年乙卯六□本菴造成奉安󰡑이라는 내용으로 보아 1855년에 조성하였음을 알 수 있으나, 화기의 훼손으로 인해 봉안사찰에 대해서는 불분명하다. 시주는 開(현 김천시 개령면) 薪田里 居住의 金岩不과 裵哲談에 의해 이루어졌음이 파악된다.
마하연 제석천룡도는 부분적인 안료박락과 화면의 갈라짐을 제외하고는 거의 완전하게 유지되고 있는 신중도로서, 비록 봉안사찰은 불분명하지만 조성연대가 1855년으로 분명하여 자료적 가치가 인정된다고 하겠다. 19세기 중반 이후 불화는 존상의 비례감이 떨어지고 직선 위주로 경직된 경향이 있으며 색채가 탁해지는데 비해, 마하연 신중도의 경우 적절한 존상의 비례와 자연스러운 묘사, 황색과 연하늘색 계열의 색채 채용으로 밝은 느낌을 주는 등 19세기 전반경의 특징을 잘 보여주고 있다. 이에 서울특별시 유형문화재로 지정하여 관리하는 것이 바람직한 것으로 사료된다.

## 화기
〈하단 우측 ; 향좌측〉

咸豐六年乙卯六月□本菴造成

奉安 緣化秩

證明比丘誼俊 金魚比丘益贊

會主比丘策定 都監比丘有信

誦呪比丘敏旭 別座比丘同恩

供養比丘昌彦 化主比丘頓宥

〈하단 중앙〉

施主秩

開寧 薪田里 居住 金岩不 裵哲談

## 갤러리

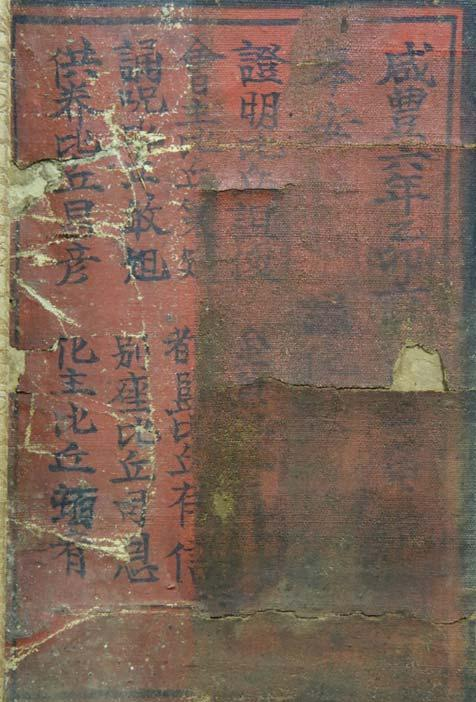
화기 향좌측
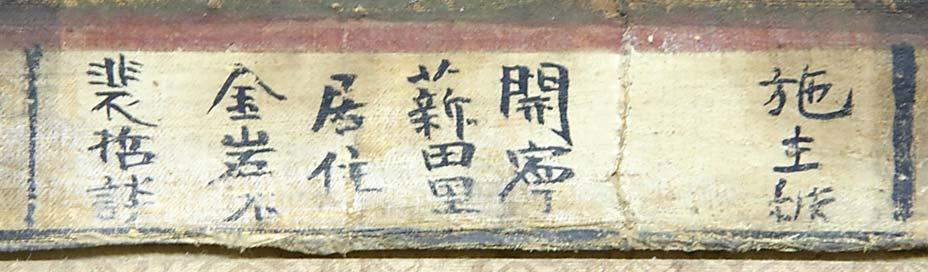
화기 하단 중앙

## 참고 자료
- 마하연 제석천룡도 - 국가유산청 국가유산포털